# Kanton Collasuyo
Der Kanton Collasuyo ist ein Verwaltungsbezirk im Departamento La Paz im südamerikanischen Anden-Staat Bolivien.

## Lage im Nahraum
Der Kanton (bolivianisch: Cantón) Collasuyo war bis zum Jahr 2009 einer von neun Kantonen des damaligen Landkreises (bolivianisch: Municipio) Puerto Acosta in der Provinz Eliodoro Camacho. Per Gesetz von 2009 wurde das Municipio Puerto Acosta in die drei selbstständigen Municipios Puerto Acosta, Escoma und Humanata aufgeteilt, so dass der Kanton Collasuyo heute einer von vier Kantonen des Municipio Escoma ist.
Der Kanton Collasuyo grenzt im Norden und Osten an den Kanton Escoma im Municipio Escoma, im Westen an den Titicacasee, im Süden an den Kanton Península de Challapata ebenfalls im Municipio Escoma, und im Südosten an den Kanton Puerto Carabuco im Municipio Puerto Carabuco.
Der Kanton erstreckt sich zwischen etwa 15° 40' 55" und 15° 42' 10" südlicher Breite und 69° 07' 40" und 69° 09' 10" westlicher Länge, er misst von Norden nach Süden etwa zwei Kilometer, von Westen nach Osten ebenfalls etwa zwei Kilometer. Im südlichen Teil des Kantons liegt der zentrale Ort des Kantons, Ullachapi Segundo, mit 224 Einwohnern. (Volkszählung 2012)

## Geographie
Der Kanton Collasuyo liegt auf dem bolivianischen Altiplano zwischen dem Titicacasee im Westen und der Cordillera Muñecas im Osten. Das Klima der Region ist ein typisches Tageszeitenklima, bei dem die mittleren Temperaturschwankungen zwischen Tag und Nacht deutlicher ausfallen als zwischen den Jahreszeiten.
Die mittlere Durchschnittstemperatur der Region liegt bei 8 bis 9 °C, die Monatsdurchschnittswerte schwanken nur unwesentlich zwischen 5 und 6 °C im Juni/Juli und 10 °C im November/Dezember. Der mittlere Jahresniederschlag beträgt etwa 800 mm (siehe Klimadiagramm Escoma), die Monatswerte liegen in der ariden Zeit zwischen unter 20 mm von Juni bis August und einer Feuchtezeit von Dezember bis März mit Werten zwischen 120 und 165 mm.

## Bevölkerung
Die Einwohnerzahl in dem Kanton ist in den vergangenen beiden Jahrzehnten auf etwa das Fünffache angestiegen:
| Jahr | Einwohner | Quelle       |
| ---- | --------- | ------------ |
| 1992 | 163       | Volkszählung |
| 2001 | 561       | Volkszählung |
| 2012 | 852       | Volkszählung |

## Gliederung
Der Kanton gliederte sich bei der letzten Volkszählung von 2012 in die folgenden vier Unter- oder Subkantone (bolivianisch: vicecantones):
- 02-0405-0700-1 Vicecantón Collasuyo – 1 Gemeinde – 13 Einwohner
- 02-0405-0700-2 Vicecantón Ojchi Tipula – 1 Gemeinde – 221 Einwohner
- 02-0405-0700-3 Vicecantón Ullachapi Primero – 3 Gemeinden – 394 Einwohner
- 02-0405-0700-4 Vicecantón Ullachapi Segundo – 1 Gemeinde – 224 Einwohner